# Phyllodactylus thompsoni
Phyllodactylus thompsoni — вид геконоподібних ящірок родини Phyllodactylidae. Ендемік Перу. Вид названий на честь американського зоолога Фреда Гілберта Томпсона (1934–2016), який зібрав голотип цього виду.

## Опис
Гекон Phyllodactylus thompsoni — невеликий представник свого роду, довжина якого (без врахування хвоста) становить 42 мм. Серед усіх південноамериканських представників свого роду лише цей вид має збільшену постнатальну луску.

## Поширення і екологія
Phyllodactylus thompsoni мешкають на західних схилах Центрального хребта Перуанських Анд, в регіонах Амазонас, Кахамарка і Ла-Лібертад, на схід від річок Бальсас і Мараньйон. Вони живуть в сухих широколистяних тропічних лісах і в сухих, колючих чагарникових заростях, на висоті від 900 до 1880 м над рівнем моря. Ведуть переважно нічний спосіб життя, зустрічаються на землі або на рослинах на висоті до 1 м над землею.

## Збереження
МСОП класифікує цей вид як такий, що перебуває під загрозою зникнення. Phyllodactylus thompsoni загрожує знищення природного середовища, зокрема пов'язане з побудовою водосховища і з видобуванням золота.